# Cymonomoides guinotae
Cymonomoides guinotae is een krabbensoort uit de familie van de Cymonomidae. De wetenschappelijke naam van de soort is voor het eerst geldig gepubliceerd in 1991 door Tavares.